# Герхард I фон Диц
Герхард I (II) фон Диц (на немски: Gerhard I, Graf von Diez; * ок. 1185; † сл. 1228) е граф на Диц (1189 – 1223) заедно с брат си Хайнрих III.

## Произход и управление
Той е най-малкият син на граф Хайнрих II фон Диц († 1189) и съпругата му Кунигунда фон Катценелнбоген († сл. 1198), дъщеря на Хайнрих II фон Катценелнбоген († 1160) и Хилдегард фон Хенеберг († 1143/1144). Брат е на Хайнрих III фон Диц († сл. 1234), граф на Диц (1189 – 1234), основава 1208 линията Вайлнау, Бертолдус комес де Дице († сл. 1192), и Дитер († 1204). Майка му е сестра на Херман II фон Каценелнбоген († 1203), епископ на Мюнстер (1174 – 1203).
По времето на Фридрих Барбароса графовете на Диц получават голямо влияние. Баща му Хайнрих II фон Диц придружава Барбароса в похода му в Италия. Герхард I/II е в регентския съвет и кръга на възпитателите на Хайнрих VII фон Хоенщауфен.

## Деца
Герхард I (II) фон Диц има три деца:
- Герхард II (III) фон Диц († 30 юли 1266), женен за Агнес фон Сарверден († сл. 1277), дъщеря на граф Лудвиг III фон Сарверден († сл. 1246)
- Мехтилд († сл. 1266), омъжена за Йохан фон Зирзберг († сл. 1243), син на Арнолд фон Зирсберг († сл. 1180)
- дъщеря фон Диц, омъжена за Зигфрид IV фон Рункел, господар на Вестербург († 1266), син на Зигфрид III фон Рункел-Вестербург († sl. 1227) и фон Лайнинген; родители на:
  - Зигфрид фон Вестербург († 1297), архиепископ на Кьолн (1275 – 1297), и
  - Райнхард фон Рункел († ок. 1313), вай-епископ на Кьолн, титулярен епископ на Ефесус.